# Cupa Mondială de Scrimă din 2013-2014
Ediție a 43-a  Cupei Mondiale de Scrimă s-au desfășurat din octombrie 2013 până la Campionatul Mondial de Scrimă din 2014 de la Kazan în Rusia.

## Spadă la individual

### Top 10
| Masculin |                  |     |
| 1        | Ulrich Robeiri   | 183 |
| 2        | Bohdan Nikișîn   | 163 |
| 3        | Park Sang-young  | 159 |
| 4        | Enrico Garozzo   | 147 |
| 5        | Jung Jin-sun     | 136 |
| 6        | András Rédli     | 134 |
| 7        | Gauthier Grumier | 134 |
| 8        | Max Heinzer      | 127 |
| 9        | Fabian Kauter    | 125 |
| 10       | Park Kyoung-doo  | 121 |

| Feminin |                   |     |
| 1       | Emese Szász       | 185 |
| 2       | Rossella Fiamingo | 169 |
| 3       | Sun Yujie         | 152 |
| 4       | Iana Șemiakina    | 145 |
| 5       | Ana Maria Brânză  | 134 |
| 6       | Choi In-jeong     | 130 |
| 7       | Britta Heidemann  | 128 |
| 8       | Violetta Kolobova | 127 |
| 9       | Courtney Hurley   | 109 |
| 10      | Erika Kirpu       | 106 |

### Spadă maculin
| Dată              | Probă                                                 | Tip           | Aur                         | Silver                    | Bronz                                                    |
| ----------------- | ----------------------------------------------------- | ------------- | --------------------------- | ------------------------- | -------------------------------------------------------- |
| 12 octombrie 2013 | Kupittaa Tournament, Turku                            | Satelit       | Nikolai Novosjolov (EST)    | Sten Priinits (EST)       | Kasper Roslander (FIN) · Teemu Seeve (FIN)               |
| 26 octombrie 2013 | Turneu satelit, Copenhaga                             | Satellit      | Luca Ferraris (ITA)         | Andrea Cipriani (ITA)     | Mihails Jefremenko (LAT) · Frederik von der Osten (DEN)  |
| 9 noiembrie 2013  | Turneu satelit, Aarhus                                | Satellit      | Troels Christian Robl (DEN) | Toni Kneist (GER)         | Klaus Albert Caning (DEN) · Uwe Kirschen (GER)           |
| 16 noiembrie 2013 | Turneu satelit, Antalya                               | Satelit       | Guray Sir (TUR)             | Vitali Sokolovski (BLR)   | Okan Karadeniz (TUR) · Jacopo Marini (ITA)               |
| 23 noiembrie 2013 | Turneu satelit, Oslo                                  | Satelit       | Anatolii Herei (UKR)        | Tor Forsse (SWE)          | Mateusz Nycz (POL) · Victor von Platen (SWE)             |
| 30 noiembrie 2013 | Belgrade Trophy, Belgrad                              | Satelit       | Jan Bidovec (SLO)           | Jan Golobič (SLO)         | Lorenzo Bruttini (ITA) · Ionuț Trandafirescu (ROU)       |
| 7 decembrie 2013  | Turneu satelit, Dublin                                | Satelit       | Ido Ajzenstadt (ISR)        | João Cordeiro (POR)       | Radu Andrei (ROU) · Alarico Bosio (ITA)                  |
| 11 ianuarie 2014  | SAF Pokalen, Stockholm                                | Satelit       | Mateusz Nycz (POL)          | Kasper Roslander (FIN)    | Raffaello Marzani (ITA) · Niko Vuorinen (FIN)            |
| 16 ianuarie 2014  | Grand Prix du Qatar 2014, Doha                        | Grand Prix    | Park Sang-young (KOR)       | Enrico Garozzo (ITA)      | Anton Avdeev (RUS) · Bohdan Nikișîn (UKR)                |
| 24 ianuarie 2014  | Coupe du monde, Legnano                               | Cupă Mondială | Jung Jin-sun (KOR)          | Jean-Michel Lucenay (FRA) | Daniel Jerent (FRA) · Iván Trevejo (FRA)                 |
| 14 februarie 2014 | Heidenheimer Pokal, Heidenheim                        | Cupă Mondială | Bohdan Nikișîn (UKR)        | András Rédli (HUN)        | Jiří Beran (CZE) · Silvio Fernández (VEN)                |
| 21 februarie 2014 | Glaive de Tallin, Tallinn                             | Cupă Mondială | Max Heinzer (SUI)           | Bas Verwijlen (NED)       | Dong Chao (CHN) · Gauthier Grumier (FRA)                 |
| 15 martie 2014    | International Hapoel Games, Așkelon                   | Satelit       | Grigori Beskin (ISR)        | Ido Herpe (ISR)           | Daniel Lis (ISR) · Dmitriy Prokhorov (ISR)               |
| 22 martie 2014    | Victor Gantsevich Grand Prix, Vancouver               | Grand Prix    | Fabian Kauter (SUI)         | Nikolai Novosjolov (EST)  | Marco Fichera (ITA) · Iván Trevejo (FRA)                 |
| 2 mai 2014        | Challenge Réseau ferré de France-Trophée Monal, Paris | Cupă Mondială | Pavel Suhov (RUS)           | Alex Fava (FRA)           | Jung Jin-sun (KOR) · Jean-Michel Lucenay (FRA)           |
| 10 mai 2014       | Grand Prix de Berne, Berna                            | Grand Prix    | Park Sang-young (KOR)       | Ulrich Robeiri (FRA)      | Ito Inochi (JPN) · Daniel Jerent (FRA)                   |
| 17 mai 2014       | Turneu satelit, Split                                 | Satelit       | Otto Tardi (ROU)            | Athos Schwantes (BRA)     | Jorg Mathe (AUT) · Uwe Kirschen (GER)                    |
| 25 mai 2014       | Jockey Club Argentino, Buenos Aires                   | Cupă Mondială | Bohdan Nikișîn (UKR)        | Gauthier Grumier (FRA)    | Silvio Fernández (VEN) · Jorg Fiedler (GER)              |
| 1 iunie 2014      | Campionatul Panamerican, San José                     | Zonal         | Francisco Limardo (VEN)     | Nicolas Ferreira (BRA)    | Kelvin Cañas (VEN) · Jason Pryor (USA)                   |
| 7 iunie 2014      | Campionatul European, Strasbourg                      | Zonal         | András Rédli (HUN)          | Paolo Pizzo (ITA)         | Max Heinzer (SUI) · Jean-Michel Lucenay (FRA)            |
| 14 iunie 2014     | Campionatul African, Cairo                            | Zonal         | Ahmed El-Saghir (EGY)       | Ayman Mohamed Fayez (EGY) | Abdelkarim El Haouari (MAR) · Muhannad Saif El-Din (EGY) |
| 4 iulie 2014      | Campionatul Asiatic, Suwon                            | Zonal         | Jung Jin-sun (KOR)          | Keisuke Sakamoto (JPN)    | Park Kyoung-doo (KOR) · Roman Aleksandrov (UZB)          |
| 17 iulie 2014     | Campionatul Mondial, Kazan                            | Zonal         | Ulrich Robeiri (FRA)        | Park Kyoung-doo (KOR)     | Enrico Garozzo (ITA) · Gauthier Grumier (FRA)            |

### Spadă feminin
| Dată              | Probă                                                        | Tip           | Aur                       | Silver                          | Bronz                                                       |
| ----------------- | ------------------------------------------------------------ | ------------- | ------------------------- | ------------------------------- | ----------------------------------------------------------- |
| 13 octombrie 2013 | Kupittaa Tournament, Turku                                   | Satelit       | Kristina Kuusk (EST)      | Johanna Bergdahl (SWE)          | Erika Kirpu (EST) · Katrina Lehis (EST)                     |
| 26 octombrie 2013 | Turneu satelit, Copenhaga                                    | Satelit       | Brenda Briasco (ITA)      | Katrina Lehis (EST)             | Laura Kieslich (GER) · Alexandra Ndolo (GER)                |
| 9 noiembrie 2013  | Turneu satelit, Aarhus                                       | Satelit       | Lis Fautsch (LUX)         | Romana Caran (SRB)              | Emilia Cecilie Borrye (DEN) · Smiljka Rodić (SRB)           |
| 16 noiembrie 2013 | Turneu satelit, Antalya                                      | Satelit       | Alexandra Ndolo (GER)     | Julia Kirschen (GER)            | Aslıhan Kayabaș (TUR) · Begüm Ataker (TUR)                  |
| 24 noiembrie 2013 | Turneu satelit, Oslo                                         | Satelit       | Sanne Gars (SWE)          | Irina Embrich (EST)             | Kinka Barvestad (SWE) · Emma Samuelsson (SWE)               |
| 30 noiembrie 2013 | Belgrade Trophy, Belgrad                                     | Satelit       | Pia Klafstad (NOR)        | Ana Maria Constantin (ROU)      | Aleksandra Jevremović (SRB) · Kata Mihály (HUN)             |
| 12 ianuarie 2014  | SAF Pokalen, Stockholm                                       | Satelit       | Johanna Bergdahl (SWE)    | Sanne Gars (SWE)                | Julia Oleinik (ITA) · Emma Samuelsson (SWE)                 |
| 16 ianuarie 2014  | Qatar Fencing World Cup, Doha                                | Cupă Mondială | Tiffany Géroudet (SUI)    | Julia Beljajeva (EST)           | Julianna Révész (HUN) · Monika Sozanska (GER)               |
| 1 februarie 2014  | Westend Grand Prix "in Memoriam Sákovics József", Budapesta  | Cupă Mondială | Ana Maria Brânză (ROU)    | Irina Embrich (EST)             | Rossella Fiamingo (ITA) · Liubov Șutova (RUS)               |
| 7 februarie 2014  | Sparkassen-Weltcup, Leipzig                                  | Cupă Mondială | Violetta Kolobova (RUS)   | Iana Șemiakina (UKR)            | Emese Szász (HUN) · Kong Man Wai (HKG)                      |
| 28 februarie 2014 | Challenge International de Saint-Maur, Saint-Maur-des-Fossés | Cupă Mondială | Xu Anqi (CHN)             | Rossella Fiamingo (ITA)         | Ana Maria Brânză (ROU) · Kelley Hurley (USA)                |
| 7 martie 2014     | Trofeu Internacional Ciutat de Barcelona, Barcelona          | Cupă Mondială | Emese Szász (HUN)         | Iana Zvereva (RUS)              | Qin Xue (CHN) · Alberta Santuccio (ITA)                     |
| 26 aprilie 2014   | Tournoi International, Xuzhou                                | Cupă Mondială | Sun Yujie (CHN)           | Xu Anqi (CHN)                   | Marie-Florence Candassamy (FRA) · Britta Heidemann (GER)    |
| 16 mai 2014       | Épée internationale, Rio de Janeiro                          | Cupă Mondială | Lauren Rembi (FRA)        | Emese Szász (HUN)               | Sun Yujie (CHN) · Violetta Kolobova (RUS)                   |
| 17 mai 2014       | Turneu satelit, Split                                        | Cupă Mondială | Kelly Boone (NED)         | Romana Caran (SRB)              | Dorottya Babinszki (HUN) · Vivien Várnai (HUN)              |
| 22 mai 2014       | Grand Prix, Havana                                           | Grand Prix    | Hao Jialu (CHN)           | Courtney Hurley (USA)           | Simona Gherman (ROU) · Emese Szász (HUN)                    |
| 1 iunie 2014      | Campionatul Panamerican, San José                            | Zonal         | Courtney Hurley (USA)     | Katharine Holmes (USA)          | Isabel Di Tella (ARG) · Anna Van Brummen (USA)              |
| 8 iunie 2014      | Campionatul European, Strasbourg                             | Zonal         | Bianca Del Carretto (ITA) | Marie-Florence Candassamy (FRA) | Simona Gherman (ROU) · Joséphine Jacques-André-Coquin (FRA) |
| 14 iunie 2014     | Campionatul African, Cairo                                   | Zonal         | Sarra Besbes (TUN)        | Julianna Barrett (RSA)          | Ayah Mahdy (EGY) · Salma Mokabel (EGY)                      |
| 3 iulie 2014      | Campionatul Asiatic, Suwon                                   | Zonal         | Choi In-jeong (KOR)       | Shin A-lam (KOR)                | Ayaka Shimookawa (JPN) · Qin Xue (CHN)                      |
| 17 iulie 2014     | Campionatul Mondial, Kazan                                   | Zonal         | Rossella Fiamingo (ITA)   | Britta Heidemann (GER)          | Erika Kirpu (EST) · Iana Șemiakina (UKR)                    |

## Floretă la individual

### Top 10
| Men |                       |     |
| 1   | Ma Jianfei            | 239 |
| 2   | Enzo Lefort           | 207 |
| 3   | Aleksei Ceremisinov   | 159 |
| 4   | Gerek Meinhardt       | 171 |
| 5   | Alexander Choupenitch | 145 |
| 6   | James-Andrew Davis    | 141 |
| 7   | Alexander Massialas   | 125 |
| 8   | Andrea Cassarà        | 121 |
| 9   | Dmitri Righin         | 113 |
| 10  | Race Imboden          | 108 |

| Feminin |                      |     |
| 1       | Arianna Errigo       | 300 |
| 2       | Elisa Di Francisca   | 212 |
| 3       | Martina Batini       | 198 |
| 4       | Valentina Vezzali    | 183 |
| 5       | Inès Boubakri        | 169 |
| 6       | Inna Deriglazova     | 161 |
| 7       | Lee Kiefer           | 129 |
| 8       | Jeon Hee-sook        | 127 |
| 9       | Larisa Korobeinikova | 116 |
| 10      | Nzingha Prescod      | 115 |

### Floretă masculin
| Dată              | Probă                                          | Tip           | Aur                       | Silver                      | Bronz                                                      |
| ----------------- | ---------------------------------------------- | ------------- | ------------------------- | --------------------------- | ---------------------------------------------------------- |
| 9 noiembrie 2013  | Turneu satelit, Amsterdam                      | Satelit       | Tomasz Ciepły (POL)       | André Sanità (GER)          | Ghislain Perrier (BRA) · Roman Djitli (FRA)                |
| 1 decembrie 2013  | Leon Paul satellite fleuret masculin, Londra   | Satelit       | Maor Hatoel (ISR)         | Tobia Biondo (ITA)          | Kristjan Archer (GBR) · Ghislain Perrier (BRA)             |
| 17 ianuarie 2014  | Challenge International de Paris, Paris        | Cupă Mondială | Enzo Lefort (FRA)         | Andrea Cassarà (ITA)        | Peter Joppich (GER) · Gerek Meinhardt (USA)                |
| 21 februarie 2014 | Tournoi Ciudad de A Coruña, La Coruña          | Cupă Mondială | Ma Jianfei (CHN)          | Alexander Choupenitch (CZE) | Yuki Ota (JPN) · Son Young-ki (KOR)                        |
| 1 martie 2014     | Fleuret de Saint-Pétersbourg, Sankt Petersburg | Grand Prix    | Andrea Baldini (ITA)      | Enzo Lefort (FRA)           | Valerio Aspromonte (ITA) · Dmitri Komissarov (RUS)         |
| 15 martie 2014    | Coupe Ville de Venise, Venezia                 | Grand Prix    | Ma Jianfei (CHN)          | Enzo Lefort (FRA)           | Kwak Jun-hyuk (KOR) · Alexander Choupenitch (CZE)          |
| 21 martie 2014    | Löwe von Bonn, Bonn                            | Cupă Mondială | Andrea Cassarà (ITA)      | Aleksei Ceremisinov (RUS)   | Andrea Baldini (ITA) · Ma Jianfei (CHN)                    |
| 25 aprilie 2014   | SK Trophy, Seul                                | Cupă Mondială | Alexander Massialas (USA) | Race Imboden (USA)          | Richard Kruse (GBR) · Ghislain Perrier (BRA)               |
| 5 mai 2014        | Prince Takamado World Cup, Tokyo               | Grand Prix    | Gerek Meinhardt (USA)     | Ma Jianfei (CHN)            | Race Imboden (USA) · Alexander Massialas (USA)             |
| 10 mai 2014       | Turneu satelit, Copenhaga                      | Satelit       | Philippe Jørgensen (DEN)  | Simon Rizell (SWE)          | Laurence Halsted (GBR) · Roland Schlosser (AUT)            |
| 23 mai 2014       | Copa Villa La Habana, Havana                   | Cupă Mondială | Dmitry Righin (RUS)       | Yuki Ota (JPN)              | Aleksei Ceremisinov (RUS) · Enzo Lefort (FRA)              |
| 1 iunie 2014      | Campionatul Panamerican, San José              | Zonal         | Gerek Meinhardt (USA)     | Alexander Massialas (USA)   | Felipe Guillermo Saucedo (ARG) · Guilherme Toldo (BRA)     |
| 9 iunie 2014      | Campionatul European, Strasbourg               | Zonal         | James-Andrew Davis (GBR)  | Aleksei Ceremisinov (RUS)   | Peter Joppich (GER) · Erwann Le Péchoux (FRA)              |
| 20 iunie 2014     | Campionatul African, Cairo                     | Zonal         | Mohamed Samandi (TUN)     | Tarek Ayad (EGY)            | Alaaeldin Abouelkassem (EGY) · Mohamed Ayoub Ferjani (TUN) |
| 3 iulie 2014      | Campionatul Asiatic, Suwon                     | Zonal         | Heo Jun (KOR)             | Chen Haiwei (CHN)           | Kenta Chida (JPN) · Li Chen (CHN)                          |
| 17 iulie 2014     | Campionatul Mondial, Kazan                     | Zonal         | Aleksei Ceremisinov (RUS) | Ma Jianfei (CHN)            | Enzo Lefort (FRA) · Timur Safin (RUS)                      |

### Floretă feminin
| Dată              | Probă                                          | Tip           | Aur                      | Silver                   | Bronz                                            |
| ----------------- | ---------------------------------------------- | ------------- | ------------------------ | ------------------------ | ------------------------------------------------ |
| 31 ianuarie 2014  | The Artus Court PKO BP, Gdańsk                 | Grand Prix    | Arianna Errigo (ITA)     | Nzingha Prescod (USA)    | Larisa Korobeinikova (RUS) · Le Huilin (CHN)     |
| 7 februarie 2014  | Coupe du monde, Budapesta                      | Cupă Mondială | Valentina Cipriani (ITA) | Alice Volpi (ITA)        | Nam Hyun-hee (KOR) · Arianna Errigo (ITA)        |
| 26 februarie 2014 | Fleuret de Saint-Pétersbourg, Sankt Petersburg | Cupă Mondială | Arianna Errigo (ITA)     | Elisa Di Francisca (ITA) | Inna Deriglazova (RUS) · Iulia Biriukova (RUS)   |
| 14 martie 2014    | Reinhold-Würth-Cup, Tauberbischofsheim         | Cupă Mondială | Martina Batini (ITA)     | Elisa Di Francisca (ITA) | Inès Boubakri (TUN) · Jeon Hee-sook (KOR)        |
| 21 martie 2014    | Coupe du monde, Torino                         | Cupă Mondială | Inna Deriglazova (RUS)   | Elisa Di Francisca (ITA) | Arianna Errigo (ITA) · Anastasia Ivanova (RUS)   |
| 26 aprilie 2014   | SK Trophée, Seul                               | Grand Prix    | Valentina Vezzali (ITA)  | Arianna Errigo (ITA)     | Martina Batini (ITA) · Jung Gil-ok (KOR)         |
| 2 mai 2014        | Coupe du monde, Shanghai                       | Cupă Mondială | Arianna Errigo (ITA)     | Inna Deriglazova (RUS)   | Jeon Hee-sook (KOR) · Ysaora Thibus (FRA)        |
| 11 mai 2014       | Turneu satelit, Copenhaga                      | Satelit       | Ana Beatriz Bulcão (BRA) | Rachel Taís (BRA)        | Ester Schreiber (SWE) · Liane Ye Ying Wong (SIN) |
| 24 mai 2014       | Challenge Jeanty, Marseille                    | Grand Prix    | Arianna Errigo (ITA)     | Inna Deriglazova (RUS)   | Elisa Di Francisca (ITA) · Carolina Erba (ITA)   |
| 1 iunie 2014      | Campionatul Panamerican, San José              | Zonal         | Lee Kiefer (USA)         | Kelleigh Ryan (CAN)      | Nzingha Prescod (USA) · Isis Jiménez (VEN)       |
| 10 iunie 2014     | Campionatul European, Strasbourg               | Zonal         | Elisa Di Francisca (ITA) | Martina Batini (ITA)     | Iulia Biriukova (RUS) · Valentina Vezzali (ITA)  |
| 14 iunie 2014     | Campionatul African, Cairo                     | Zonal         | Inès Boubakri (TUN)      | Eman Shaaba (EGY)        | Anissa Khelfaoui (ALG) · Amena Nour (EGY)        |
| 2 iulie 2014      | Campionatul Asiatic, Suwon                     | Zonal         | Nam Hyun-hee (KOR)       | Jeon Hee-sook (KOR)      | Le Huilin (CHN) · Chen Bingbing (CHN)            |
| 17 iulie 2014     | Campionatul Mondial, Kazan                     | Zonal         | Arianna Errigo (ITA)     | Martina Batini (ITA)     | Inès Boubakri (TUN) · Valentina Vezzali (ITA)    |

## Sabie la individual

### Top 10
| Men |                     |     |
| 1   | Gu Bon-gil          | 209 |
| 2   | Kim Jung-hwan       | 203 |
| 3   | Áron Szilágyi       | 179 |
| 4   | Aleksei Iakimenko   | 178 |
| 5   | Tiberiu Dolniceanu  | 167 |
| 6   | Enrico Berrè        | 156 |
| 7   | Aldo Montano        | 152 |
| 8   | Diego Occhiuzzi     | 150 |
| 9   | Luigi Samele        | 142 |
| 10  | Veniamin Reșetnikov | 108 |

| Feminin |                      |     |
| 1       | Olha Harlan          | 314 |
| 2       | Mariel Zagunis       | 245 |
| 3       | Ekaterina Diacenko   | 183 |
| 4       | Vasiliki Vougiouka   | 162 |
| 5       | Dagmara Wozniak      | 155 |
| 6       | Kim Ji-yeon          | 150 |
| 7       | Anne-Elizabeth Stone | 132 |
| 8       | Shen Chen            | 116 |
| 9       | Charlotte Lembach    | 116 |
| 10      | Aleksandra Socha     | 116 |

### Men's sabie
| Dată              | Probă                                         | Tip           | Aur                      | Silver                    | Bronz                                                  |
| ----------------- | --------------------------------------------- | ------------- | ------------------------ | ------------------------- | ------------------------------------------------------ |
| 19 octombrie 2013 | Turneu satelit sabie masculin, Gent           | Satelit       | Seppe Van Holsbeke (BEL) | Tamás Decsi (HUN)         | Thomas James Mottershead (GBR) · Riccardo Nuccio (ITA) |
| 9 noiembrie 2013  | Turneu satelit sabie masculin, Amsterdam      | Satelit       | Tamás Decsi (HUN)        | Giovanni Repetti (ITA)    | Gilbert Schwarz (AUT) · Matthias Willau (AUT)          |
| 26 februarie 2014 | Normann-Jørgensen Cup, Copenhaga              | Satelit       | Tamás Decsi (HUN)        | Nikolai Nikolic (AUT)     | Alexandre Woog (ISR) · Julien Hirsch (FRA)             |
| 7 februarie 2014  | Villa de Madrid, Madrid                       | Cupă Mondială | Kim Jung-hwan (KOR)      | Csanád Gémesi (HUN)       | Tiberiu Dolniceanu (ROU) · Diego Occhiuzzi (ITA)       |
| 14 februarie 2014 | Trophée Luxardo, Padova                       | Cupă Mondială | Áron Szilágyi (HUN)      | Gu Bon-gil (KOR)          | Enrico Berrè (ITA) · Luigi Samele (ITA)                |
| 8 martie 2014     | Gerevich-Kovács-Kárpáti Grand Prix, Budapesta | Grand Prix    | Kim Jung-hwan (KOR)      | Áron Szilágyi (HUN)       | Diego Occhiuzzi (ITA) · Luigi Samele (ITA)             |
| 21 martie 2014    | Sabre de Moscou, Moscova                      | Cupă Mondială | Tiberiu Dolniceanu (ROU) | Kim Jung-hwan (KOR)       | Veniamin Reșetnikov (RUS) · Matyas Szabo (GER)         |
| 25 aprilie 2014   | Coupe Akropolis, Atena                        | Cupă Mondială | Áron Szilágyi (HUN)      | Kim Jung-hwan (KOR)       | Veniamin Reșetnikov (RUS) · Aleksei Iakimenko (RUS)    |
| 2 mai 2014        | Absolute Fencing Korfanty World Cuo, Chicago  | Grand Prix    | Luigi Samele (ITA)       | Aldo Montano (ITA)        | Enrico Berrè (ITA) · Aleksei Iakimenko (RUS)           |
| 11 mai 2014       | Turneu satelit, Reykjavík                     | Satelit       | Alexander Weber (GER)    | Stephen Rocks (GBR)       | Deniz Berkay (USA) · Hilmar-Örn Jónsson (ISL)          |
| 17 mai 2014       | Sabre de Wolodyjowski, Varșovia               | Grand Prix    | Aldo Montano (ITA)       | Max Hartung (GER)         | Luigi Samele (ITA) · Aleksei Iakimenko (RUS)           |
| 25 mai 2014       | Glaive d'Asparoukh, Plovdiv                   | Grand Prix    | Enrico Berrè (ITA)       | Diego Occhiuzzi (ITA)     | Tiberiu Dolniceanu (ROU) · Kim Jung-hwan (KOR)         |
| 1 iunie 2014      | Campionatul Panamerican, San José             | Zonal         | Eli Dershwitz (USA)      | Philippe Beaudry (CAN)    | Renzo Agresta (BRA) · Daryl Homer (USA)                |
| 10 iunie 2014     | Campionatul European, Strasbourg              | Zonal         | Aleksei Iakimenko (RUS)  | Veniamin Reșetnikov (RUS) | Kamil Ibraghimov (RUS) · Csanád Gémesi (HUN)           |
| 22 iunie 2014     | Campionatul African, Cairo                    | Zonal         | Ziad Elsissy (EGY)       | Yémi Apithy (BEN)         | Aly Adel (EGY) · Amine Akkari (TUN)                    |
| 2 iulie 2014      | Campionatul Asiatic, Suwon                    | Zonal         | Gu Bon-gil (KOR)         | Mojtaba Abedini (IRI)     | Ali Pakdaman (IRI) · Lam Hin Chung (HKG)               |
| 17 iulie 2014     | Campionatul Mondial, Kazan                    | World         | Nikolai Kovaliov (RUS)   | Gu Bon-gil (KOR)          | Tiberiu Dolniceanu (ROU) · Aleksei Iakimenko (RUS)     |

### Sabie feminin
| Dată              | Probă                                        | Tip           | Aur                             | Silver                          | Bronz                                               |
| ----------------- | -------------------------------------------- | ------------- | ------------------------------- | ------------------------------- | --------------------------------------------------- |
| 31 ianuarie 2014  | Trophée BNP Paribas, Orléans                 | Grand Prix    | Olha Harlan (UKR)               | Kim Ji-yeon (KOR)               | Ekaterina Diacenko (RUS) · Mariel Zagunis (USA)     |
| 7 februarie 2014  | Coupe du monde, Dakar                        | Cupă Mondială | Olha Harlan (UKR)               | Charlotte Lembach (FRA)         | Ilaria Bianco (ITA) · Anne-Elizabeth Stone (USA)    |
| 21 februarie 2014 | Challenge Yves Brasseur, Gent                | Cupă Mondială | Olha Harlan (UKR)               | Mariel Zagunis (USA)            | Dagmara Wozniak (USA) · Dina Galiakbarova (RUS)     |
| 28 februarie 2014 | Coupe du monde, Bolzano                      | Cupă Mondială | Mariel Zagunis (USA)            | Olha Harlan (UKR)               | Rossella Gregorio (ITA) · Vasiliki Vougiouka (GRE)  |
| 14 martie 2014    | Tournoi International, Antalya               | Cupă Mondială | Cécilia Berder (FRA)            | Iulia Gavrilova (RUS)           | Shen Chen (CHN) · Rossella Gregorio (ITA)           |
| 21 martie 2014    | Grand Prix, Moscova                          | Grand Prix    | Ekaterina Diacenko (RUS)        | Vasiliki Vougiouka (GRE)        | Ibtihaj Muhammad (USA) · Anne-Elizabeth Stone (USA) |
| 2 mai 2014        | Absolute Fencing Korfanty World Cup, Chicago | Cupă Mondială | Mariel Zagunis (USA)            | Viktoria Kovaleva (RUS)         | Charlotte Lembach (FRA) · Irene Vecchi (ITA)        |
| 10 mai 2014       | Turneu satelit, Reykjavík                    | Satelit       | Aleksandra Șatalova (RUS)       | María Belén Pérez Maurice (ARG) | Adriana Attar Cohen (ARG) · Ekaterina Titova (RUS)  |
| 24 mai 2014       | Coupe du monde, Beijing                      | Grand Prix    | Olha Harlan (UKR)               | Shen Chen (CHN)                 | Kim Ji-yeon (KOR) · Charlotte Lembach (FRA)         |
| 1 iunie 2014      | Campionatul Panamerican, San José            | Zonal         | María Belén Pérez Maurice (ARG) | Mariel Zagunis (USA)            | Dagmara Wozniak (USA) · Ibtihaj Muhammad (USA)      |
| 9 iunie 2014      | Campionatul European, Strasbourg             | Zonal         | Olha Harlan (UKR)               | Ekaterina Diacenko (RUS)        | Rossella Gregorio (ITA) · Vasiliki Vougiouka (GRE)  |
| 14 iunie 2014     | Campionatul African, Cairo                   | Zonal         | Azza Besbes (TUN)               | Amira Ben Chaabane (TUN)        | Abik Boungab (EGY) · Nada Hafez (TUN)               |
| 2 iulie 2014      | Campionatul Asiatic, Suwon                   | Zonal         | Kim Ji-yeon (KOR)               | Emura Misaki (JPN)              | Shen Chen (CHN) · Lee Ra-jin (KOR)                  |
| 17 iulie 2014     | Campionatul Mondial, Kazan                   | World         | Olha Harlan (UKR)               | Mariel Zagunis (USA)            | Ekaterina Diacenko (RUS) · Iana Egorian (RUS)       |

## Spadă pe echipe

### Top 10
| Men |               |     |
| 1   | Franța        | 338 |
| 2   | Elveția       | 332 |
| 3   | Coreea de Sud | 328 |
| 4   | Italia        | 256 |
| 5   | Ucraina       | 254 |
| 6   | Rusia         | 232 |
| 7   | Ungaria       | 225 |
| 8   | Polonia       | 208 |
| 9   | China         | 192 |
| 10  | Venezuela     | 178 |

| Feminin |                            |     |
| 1       | Rusia                      | 368 |
| 2       | China                      | 292 |
| 3       | România                    | 290 |
| 4       | Estonia                    | 287 |
| 5       | Ungaria                    | 286 |
| 6       | Statele Unite ale Americii | 262 |
| 7       | Italia                     | 258 |
| 8       | Franța                     | 215 |
| 9       | Coreea de Sud              | 208 |
| 10      | Suedia                     | 195 |

### Spadă masculin pe echipe
| Dată              | Probă                                                                 | Aur           | Silver        | Bronz         |
| ----------------- | --------------------------------------------------------------------- | ------------- | ------------- | ------------- |
| 26 ianuarie 2014  | Cupă Mondială pe echipe, Legnano                                      | Ucraina       | Polonia       | Franța        |
| 16 februarie 2014 | Cupă Mondială pe echipe "Heidenheimer Pokal", Heidenheim an der Brenz | Elveția       | Coreea de Sud | China         |
| 23 martie 2014    | Cupă Mondială pe echipe, Tallinn                                      | Italia        | Ungaria       | Franța        |
| 4 mai 2014        | Cupă Mondială pe echipe-Trophée Monal, Paris                          | Elveția       | Italia        | Coreea de Sud |
| 25 mai 2014       | Cupă Mondială pe echipe, Buenos Aires                                 | Franța        | Rusia         | Ungaria       |
| 4 iunie 2014      | Campionatul Panamerican, San José                                     | Cuba          | Canada        | Statele Unite |
| 11 iunie 2014     | Campionatul European, Strasbourg                                      | Elveția       | Spania        | Rusia         |
| 14 iunie 2014     | Campionatul African, Cairo                                            | Egipt         | Maroc         | Senegal       |
| 2 iulie 2014      | Campionatul Asiatic, Suwon                                            | Coreea de Sud | China         | Japonia       |
| 17 iulie 2014     | Campionatul Mondial, Kazan                                            | Franța        | Coreea de Sud | Elveția       |

### Spadă feminin pe echipe
| Dată             | Probă                                                 | Aur           | Silver        | Bronz     |
| ---------------- | ----------------------------------------------------- | ------------- | ------------- | --------- |
| 19 ianuarie 2014 | Cupă Mondială pe echipe, Doha                         | România       | China         | Ungaria   |
| 9 februarie 2014 | Cupă Mondială pe echipe "Sparkassen-Weltcup", Leipzig | Ungaria       | Rusia         | China     |
| 2 martie 2014    | Cupă Mondială pe echipe, Saint-Maur-des-Fossés        | Estonia       | Suedia        | Rusia     |
| 3 martie 2014    | Cupă Mondială pe echipe, Barcelona                    | Rusia         | Ungaria       | România   |
| 18 mai 2014      | Cupă Mondială pe echipe, Rio de Janeiro               | Franța        | China         | Italia    |
| 1 iunie 2014     | Campionatul Panamerican, San José                     | Statele Unite | Venezuela     | Brazilia  |
| 7 iunie 2014     | Campionatul European, Strasbourg                      | România       | Rusia         | Italia    |
| 14 iunie 2014    | Campionatul African, Cairo                            | Tunisia       | Africa de Sud | Egipt     |
| 2 iulie 2014     | Campionatul Asiatic, Suwon                            | China         | Coreea de Sud | Hong Kong |
| 17 iulie 2014    | Campionatul Mondial, Kazan                            | Rusia         | Estonia       | Italia    |

## Floretă pe echipe

### Top 10
| Men |                            |     |
| 1   | Franța                     | 404 |
| 2   | China                      | 324 |
| 3   | Rusia                      | 316 |
| 4   | Italia                     | 312 |
| 5   | Statele Unite ale Americii | 273 |
| 6   | Coreea de Sud              | 250 |
| 7   | Germania                   | 221 |
| 8   | Japonia                    | 197 |
| 9   | Polonia                    | 195 |
| 10  | Regatul Unit               | 193 |

| Feminin |                            |     |
| 1       | Italia                     | 448 |
| 2       | Rusia                      | 364 |
| 3       | Coreea de Sud              | 292 |
| 4       | Franța                     | 284 |
| 5       | Statele Unite ale Americii | 235 |
| 6       | China                      | 221 |
| 7       | Germania                   | 218 |
| 8       | Polonia                    | 214 |
| 9       | Canada                     | 195 |
| 10      | Japonia                    | 189 |

### Floretă masculin pe echipe
| Dată              | Probă                                       | Aur           | Silver        | Bronz          |
| ----------------- | ------------------------------------------- | ------------- | ------------- | -------------- |
| 19 ianuarie 2014  | Challenge International de Paris, Paris     | Italia        | Franța        | Statele Unite  |
| 23 februarie 2014 | Cupă Mondială pe echipe, La Coruña          | Elveția       | Coreea de Sud | China          |
| 23 martie 2014    | Cupă Mondială pe echipe-Löwe von Bonn, Bonn | China         | Coreea de Sud | Marea Britanie |
| 27 aprilie 2014   | Cupă Mondială pe echipe, Seul               | Franța        | Rusia         | Germania       |
| 25 mai 2014       | Cupă Mondială pe echipe, Havana             | Franța        | Rusia         | Statele Unite  |
| 1 iunie 2014      | Campionatul Panamerican, San José           | Statele Unite | Canada        | Brazilia       |
| 7 iunie 2014      | Campionatul European, Strasbourg            | Franța        | Italia        | Rusia          |
| 14 iunie 2014     | Campionatul African, Cairo                  | Egipt         | Tunisia       | Senegal        |
| 2 iulie 2014      | Campionatul Asiatic, Suwon                  | China         | Coreea de Sud | Japonia        |
| 17 iulie 2014     | Campionatul Mondial, Kazan                  | Franța        | China         | Italia         |

| Dată              | Probă                                       | Aur           | Silver  | Bronz         |
| ----------------- | ------------------------------------------- | ------------- | ------- | ------------- |
| 9 februarie 2014  | Cupă Mondială pe echipe, Budapesta          | Italia        | Rusia   | Franța        |
| 28 februarie 2014 | Cupă Mondială pe echipe, Sankt Petersburg   | Italia        | Rusia   | Coreea de Sud |
| 16 martie 2014    | Cupă Mondială pe echipe, Tauberbischofsheim | Italia        | Franța  | Rusia         |
| 23 aprilie 2014   | Cupă Mondială pe echipe, Torino             | Italia        | Rusia   | Coreea de Sud |
| 4 mai 2014        | Cupă Mondială pe echipe, Shanghai           | Italia        | Rusia   | Coreea de Sud |
| 6 iunie 2014      | Campionatul Panamerican, San José           | Statele Unite | Canada  | Venezuela     |
| 7 iunie 2014      | Campionatul European, Strasbourg            | Italia        | Rusia   | Franța        |
| 14 iunie 2014     | Campionatul African, Cairo                  | Egipt         | Algeria | _             |
| 2 iulie 2014      | Campionatul Asiatic, Suwon                  | Coreea de Sud | China   | Japonia       |
| 17 iulie 2014     | Campionatul Mondial, Kazan                  | Italia        | Rusia   | Franța        |

## Sabie pe echipe

### Top 10
| Men |                            |     |
| 1   | Rusia                      | 356 |
| 2   | Coreea de Sud              | 352 |
| 3   | Germania                   | 336 |
| 4   | Italia                     | 336 |
| 5   | Statele Unite ale Americii | 264 |
| 6   | Ungaria                    | 240 |
| 7   | România                    | 208 |
| 8   | Belarus                    | 190 |
| 9   | Franța                     | 189 |
| 10  | Iran                       | 176 |

| Feminin |                            |     |
| 1       | Statele Unite ale Americii | 380 |
| 2       | Rusia                      | 372 |
| 3       | Ucraina                    | 304 |
| 4       | Italia                     | 294 |
| 5       | Franța                     | 280 |
| 6       | Coreea de Sud              | 231 |
| 7       | China                      | 229 |
| 8       | Polonia                    | 224 |
| 9       | Ungaria                    | 192 |
| 10      | Mexic                      | 179 |

### Sabie masculin pe echipe
| Dată              | Probă                             | Aur           | Silver        | Bronz         |
| ----------------- | --------------------------------- | ------------- | ------------- | ------------- |
| 9 februarie 2014  | Cupă Mondială pe echipe, Madrid   | Coreea de Sud | Statele Unite | Ungaria       |
| 16 februarie 2014 | Cupă Mondială pe echipe, Padova   | Rusia         | Italia        | Coreea de Sud |
| 23 martie 2014    | Cupă Mondială pe echipe, Moscova  | Rusia         | Italia        | Coreea de Sud |
| 27 aprilie 2014   | Cupă Mondială pe echipe, Atena    | Germania      | Italia        | Rusia         |
| 25 mai 2014       | Cupă Mondială pe echipe, Chicago  | Rusia         | Italia        | Coreea de Sud |
| 1 iunie 2014      | Campionatul Panamerican, San José | Statele Unite | Canada        | Mexic         |
| 7 iunie 2014      | Campionatul European, Strasbourg  | Italia        | Rusia         | Germania      |
| 14 iunie 2014     | Campionatul African, Cairo        | Egipt         | Tunisia       | Senegal       |
| 2 iulie 2014      | Campionatul Asiatic, Suwon        | Coreea de Sud | Japonia       | China         |
| 17 iulie 2014     | Campionatul Mondial, Kazan        | Germania      | Coreea de Sud | Ungaria       |

### Sabie feminin pe echipe
| Dată              | Probă                             | Aur           | Silver        | Bronz         |
| ----------------- | --------------------------------- | ------------- | ------------- | ------------- |
| 9 februarie 2014  | Cupă Mondială pe echipe, Dakar    | Ucraina       | Italia        | Coreea de Sud |
| 23 februarie 2014 | Cupă Mondială pe echipe, Gent     | Rusia         | Italia        | Ucraina       |
| 2 martie 2014     | Cupă Mondială pe echipe, Bolzano  | Rusia         | Italia        | Polonia       |
| 16 martie 2014    | Cupă Mondială pe echipe, Antalya  | Statele Unite | Rusia         | Ucraina       |
| 4 mai 2014        | Cupă Mondială pe echipe, Chicago  | Rusia         | Statele Unite | Ucraina       |
| 1 iunie 2014      | Campionatul Panamerican, San José | Statele Unite | Mexic         | Argentina     |
| 7 iunie 2014      | Campionatul European, Strasbourg  | Rusia         | Franța        | Ucraina       |
| 14 iunie 2014     | Campionatul African, Cairo        | Tunisia       | Egipt         | Algeria       |
| 2 iulie 2014      | Campionatul Asiatic, Suwon        | China         | Coreea de Sud | Kazahstan     |
| 17 iulie 2014     | Campionatul Mondial, Kazan        | Statele Unite | Franța        | Ucraina       |